# Focul bacterian
Focul bacterian sau ciuma de foc este o boală contagioasă⁠(d) care afectează merii, perii și alți membri ai familiei rozacee. Este o preocupare serioasă pentru producătorii de mere și pere. În condiții optime, boala poate distruge o livadă întreagă într-un singur sezon de creștere.
Patogenul cauzal este Erwinia amylovora, o bacterie Gram-negativă din familia Enterobacteriaceae. Perii sunt cei mai sensibili, dar merii, moșmonul japonez, gutuii, zmeura și alte plante rozacee sunt, de asemenea, vulnerabile. Boala este considerată a fi indigenă din America de Nord, de unde s-a răspândit în cele mai multe părți din restul lumii.

## Legături externe
- en Type strain of Erwinia amylovora at BacDive -  the Bacterial Diversity Metadatabase